# 大和旅社 (屏東市)
大和旅社（日语：大和ホテル）為興建於日治時期1939年的旅社建築，位於屏東市黑金町的屏東車站前，為屏東車站附近的地標之一。其在戰後更名為大成旅社並營業至1999年，於2014年被登錄為屏東縣歷史建築。

## 介紹
大和旅社的創辦人為陳量，建築大約興建於1937年至1939年間，為日治時期在屏東車站前唯一的旅社，屏東縣政府的歷史建築公告資料描述建築設計師為陳量長子陳仁和（然而當時陳仁和也才15-17歲）。大和旅社在戰後更名為「大成旅社」，並持續經營到1999年結束營業，之後便出租給食品業者。其現在的產權所有人在2011年取得產權，自行出資修復，計畫重新作為大和旅社營運，為屏東縣第一個私人出資修復文化資產的案子，於2014年被登錄為屏東縣歷史建築。
大和旅社為一棟鋼筋混凝土結構的三層樓建築，建築的路口轉角呈圓弧造型，主入口圓柱具有西洋語彙，外表貼附黃褐色面磚。

## 外部連結
- 驛前大和旅社 （页面存档备份，存于）